# Women Building Peace Award
Der Women Building Peace Award wird seit 2020 vom United States Institute of Peace jährlich an Frauen vergeben, die sich Verdienste um die Verhütung oder Befriedung von gewalttätigen Konflikten in ihrem Heimatregionen erworben haben.

## Geschichte
Das United States Institute of Peace (USIP) ist eine 1984 gegründete US-amerikanische Bundeseinrichtung zur Erforschung und Verhinderung gewaltsamer Konflikte überall auf der Erde. Es wird ausschließlich aus Bundesmitteln finanziert. Der Women Building Peace Award spiegelt die Erfahrung des USIP in vielen seiner Projekte wider, wo Frauen Initiatorinnen und beharrliche Promotorinnen von Friedensprozessen waren. In Unterscheidung zu vielen anderen Friedenspreisen sollen vor allem Frauen aus der Zivilgesellschaft ausgezeichnet werden, deren Graswurzelarbeit für den Frieden bisher keine globale Aufmerksamkeit gefunden hat. Die Nominierten dürfen keine US-Bürger sein und sollen bereit sein, ihre Arbeit in den USA und in den Medien zu präsentieren.
2020 wurde die Auszeichnung erstmals vergeben. Aus den Vorschlägen (2023 beispielsweise 150 Persönlichkeiten aus 42 Ländern) bestimmt der Women-Building-Peace-Council eine Gruppe von Nominierten, aus der die Preisträgerin ausgewählt wird. Die Auszeichnung ist mit 10.000 US$ dotiert.

## Women-Building-Peace-Council
Die Jury wird aktuell (Dez. 2023) von Jacqueline Adams geleitet und hat folgende Mitglieder: Sanam Naraghi Anderlini MBE (International Civil Society Action Network), Gary Barker (Equimundo), Megan Beyer (Art in Embassies Program, U.S. Department of State), Marcia Myers Carlucci (Board of Trustees at National Museum of Women in the Arts), Johnnie Carson (U.S. Institute of Peace), Laurie S. Fulton (ehemaliger US-Botschafter), Michelle J. Howard (ehemaliger Admiral United States Navy), Nancy Lindborg (The David and Lucile Packard Foundation), Shaista Mahmood (U.S. Pakistan Women Council), Anita McBride (School of Public Affairs, American University), Dina Powell McCormick (BDT & MSD Partners), Michelle Nunn (CARE USA), Maya Soetoro (Matsunaga Institute for Peace and Conflict Resolution, University of Hawaii), Toni Verstandig (Verstandig Family Foundation).

## Preisträger
- 2023 Pétronille Vaweka  Demokratische Republik Kongo[5][6][1][7]

- 2022 María Eugenia Mosquera Riascos,  Kolumbien[8]
- 2021 Josephine Ekiru,  Kenia[9][10]
- 2020 Rita Martin Lopidia,  Südsudan[11][12][13]